# Dionysius Exiguus

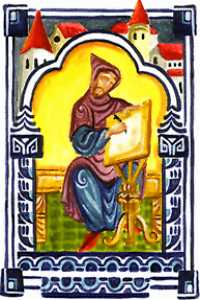
Dionysius Exiguus

Dionysius Exiguus, född cirka 470, död mellan 540 och 560, var en skytisk-romersk munk.
Dionysius Exiguus var den som genom att börja med det år Jesus antogs ha fötts startade vår vedertagna västerländska tideräkning, det vill säga år 1 (noll fanns inte som begrepp på den tiden). Han utgick därvid från antagandet att Kristus dog i sitt 31:a levnadsår och att hans uppståndelse på påskdagen skulle ha inträffat 25 mars. Då påskdagen efter 532 julianska år åter inträffar på samma datum och påsken enligt den diokletianska eran som brukades på Dionysius tid, inträffade 25 mars 279, skulle därför Kristus vara född 284 före den diokletianska erans inledning, vilket blev år 1.
För att årsindelningen skulle sammanfalla med veckoindelningen på så sätt att det första året i den kristna tideräkningen (Anno Domini, AD, eller Herrens År) började med en hel vecka fanns det två alternativa startdatum där årets första dag också var den första dagen i den judiska och kristna veckan, söndagen (Herrens dag, den dag då Jesus uppstod från de döda, har alltid varit en högtidsdag i den kristna kyrkan) den 1 januari det år vi nu känner som år 7 f.Kr. samt söndagen den 1 januari det år som vi nu känner som år 1. Kristi födelse inträffade sannolikt mellan år 7 f.Kr. och år 4 f.Kr..